# Ivan Ninčević
Ivan Ninčević (Zara, 27 novembre 1981) è un ex pallamanista croato.

## Palmarès
- Giochi olimpici

Londra 2012: bronzo.
- Mondiali

Croazia 2009: argento.
Spagna 2013: bronzo.
- Europei

Serbia 2012: bronzo.